# Гуго де Лузиньян (кардинал)
Гуго Ланселот де Лузиньян (фр. Hugues Lancelot de Lusignan; 1380/1385 — 5 августа 1442, Женева) — религиозный и политический деятель Кипрского королевства, четвёртый сын короля Жака I де Лузиньяна, апостольский протонотарий с 1410 года, апостольский администратор (с 1411 года) и затем архиепископ Никосии (с 1421 года), титулярный латинский патриарх Иерусалима (с 1424 года), кардинал-дьякон Сант-Адриана (с 1426 года), кардинал Сан-Клементе (в 1431 года), известен также как кардинал Кипрский. С июля 1426 по май 1427 года регент Кипрского королевства.

## Ранняя биография
Гуго де Лузиньян родился в кипрской королевской семье: его родителями были король Жак I и королева Эльвис, дочь коннетабля Иерусалимского королевства Филиппа Брауншвейг-Грубенхагенского, а король Кипра Янус был его старшим братом. В отличие от троих своих старших братьев, Гуго родился, возможно, уже на Кипре после возвращения его отца из Генуи, где Жак де Лузиньян находился в качестве заложника вследствие поражения Кипра в кипро-генуэзской войне 1373—1374 годов вплоть до 1383 года.
Образование Гуго получил при дворе своего отца. Очевидно, решив избрать духовную карьеру, в 1410 году Гуго становится апостольским протонотарием, а 8 июля 1411 года антипапа Иоанн XXIII назначил его постоянным (perpetuo) администратором архиепархии Никосии. В 1412 или 1413 году он был утверждён в этой должности папой Григорием XII. 5 марта 1421 года избран архиепископом Никосии и утверждён папой Мартином V. В 1422—1436 годах также занимал должность апостольского администратора епархии Лимасола.
Во время нахождения его брата короля Януса в плену у египетских мамлюков Гуго де Лузиньян с июля 1426 по май 1427 года исполнял обязанности регента Кипрского королевства. Во время регентства подавил восстание греков-киприотов против королевской власти.

## Церковная карьера за пределами Кипра
Церковная деятельность Гуго де Лузиньяна отнюдь не ограничивалась рамками его кипрской архиепархии. В 1424 году он стал титулярным латинским патриархом Иерусалима. На ординарной консистории 24 мая 1426 года Гуго де Лузиньян был возведён в сан кардинала-дьякона и через три дня получил диаконию Сант-Адриана, которое 11 марта 1431 года сменил на титул кардинала Сан-Клементе. 20 апреля 1431 года стал кардиналом-епископом Палестрины, а 27 июня 1436 года сменил эту епархию на епархию Фраскати. Папский легат в провинции Кампанья и Мариттима.
Кардинал Гуго Ланселот де Лузиньян в качестве представителя Кипрского королевства принимал участие в Базельском соборе, где в 1439 году поддержал избрание антипапы Феликса V, сын которого Лудовико был женат на племяннице Гуго Ланселота Анне де Лузиньян.
11 апреля 1440 года папа Евгений IV лишил Гуго де Лузиньяна кардинальского и епископского сана.
Умер в Женеве, вероятно, 5 августа 1442 года. О его смерти было объявлено в Риме 24 августа 1442 года. Был похоронен во францисканской церкви в Риве, однако после того как его племянница Анна Савойская возвела фамильную усыпальницу, останки Гуго де Лузиньяна, скорее всего, были перенесены туда. Во время Реформации церковь и вся документация францисканского монастыря были уничтожены.